# Utetheisa intermedia
Utetheisa intermedia là một loài bướm đêm thuộc phân họ Arctiinae, họ Erebidae.